# Analiza wypukła
Analiza wypukła – dział matematyki zajmujący się badaniem własności funkcji wypukłych i zbiorów wypukłych. Analiza wypukła znajduje zastosowanie na polu optymalizacji na przykład przy minimalizacji wypukłej (zagadnienie to dotyczy problemu minimalizacji funkcji wypukłych określonych na zbiorach wypukłych).
Funkcje wypukłe odgrywają ważną rolę w różnych gałęziach matematyki. Są szczególnie istotne przy badaniu zagadnień optymalizacji, gdyż posiadają szereg dogodnych własności.